# Andrea Gritti
Andrea Gritti, död 1538, var en venetiansk doge. Han var regerande doge av Venedig 1523–1538. 